# Gonzaga
Gonzaga é um município brasileiro no estado de Minas Gerais, Região Sudeste do país. Localiza-se no Vale do Rio Doce e sua população recenseada em 2022 era de 5 230 habitantes.

## História
A atual cidade foi criada inicialmente como um distrito pertencente a São Miguel de Guanhães (atual município de Guanhães), pela lei estadual nº 556, de 30 de agosto de 1911, passando a fazer parte de Virginópolis pela lei estadual nº 843, de 7 de setembro de 1923. Pela lei estadual nº 2764, de 30 de dezembro de 1962, Gonzaga emancipa-se, constituindo-se de dois distritos: Conceição da Brejaúba e a sede municipal, instalando-se oficialmente em 1º de março de 1963.

## Geografia
De acordo com a divisão regional vigente desde 2017, instituída pelo IBGE, o município pertence às Regiões Geográficas Intermediária e Imediata de Governador Valadares. Até então, com a vigência das divisões em microrregiões e mesorregiões, fazia parte da microrregião de Guanhães, que por sua vez estava incluída na mesorregião do Vale do Rio Doce.

## Prefeitos
- 1963 a 1966 - Efigênio da Cunha
- 1967 a 1970 - Levi da Cruz Nascimento
- 1971 a 1972 - Sebastião Antero de Sousa
- 1973 a 1976 - Raimundo Bernardino da Cunha
- 1977 a 1982 - Sebastião Antero de Sousa
- 1983 a 1988 - Raimundo Bernardino da Cunha
- 1989 a 1992 - Sebastião Antero de Sousa
- 1993 a 1996 - José Antônio de Farias
- 1997 a 2000 - Raimundo Bernardino da Cunha
- 2001 a 2004 - Júlio Maria de Sousa
- 2005 a 2008 - Júlio Maria de Sousa
- 2009 a 2012 - Efigênia Maria Magalhães
- 2013 a 2020 - Júlio Maria de Sousa

## Festas típicas
- Festival Fescaip
- Festa de Aniversário da Cidade
- Cavalgada Boi no Rolete
- Jubileu de São Sebastião